# Bolimbolacho

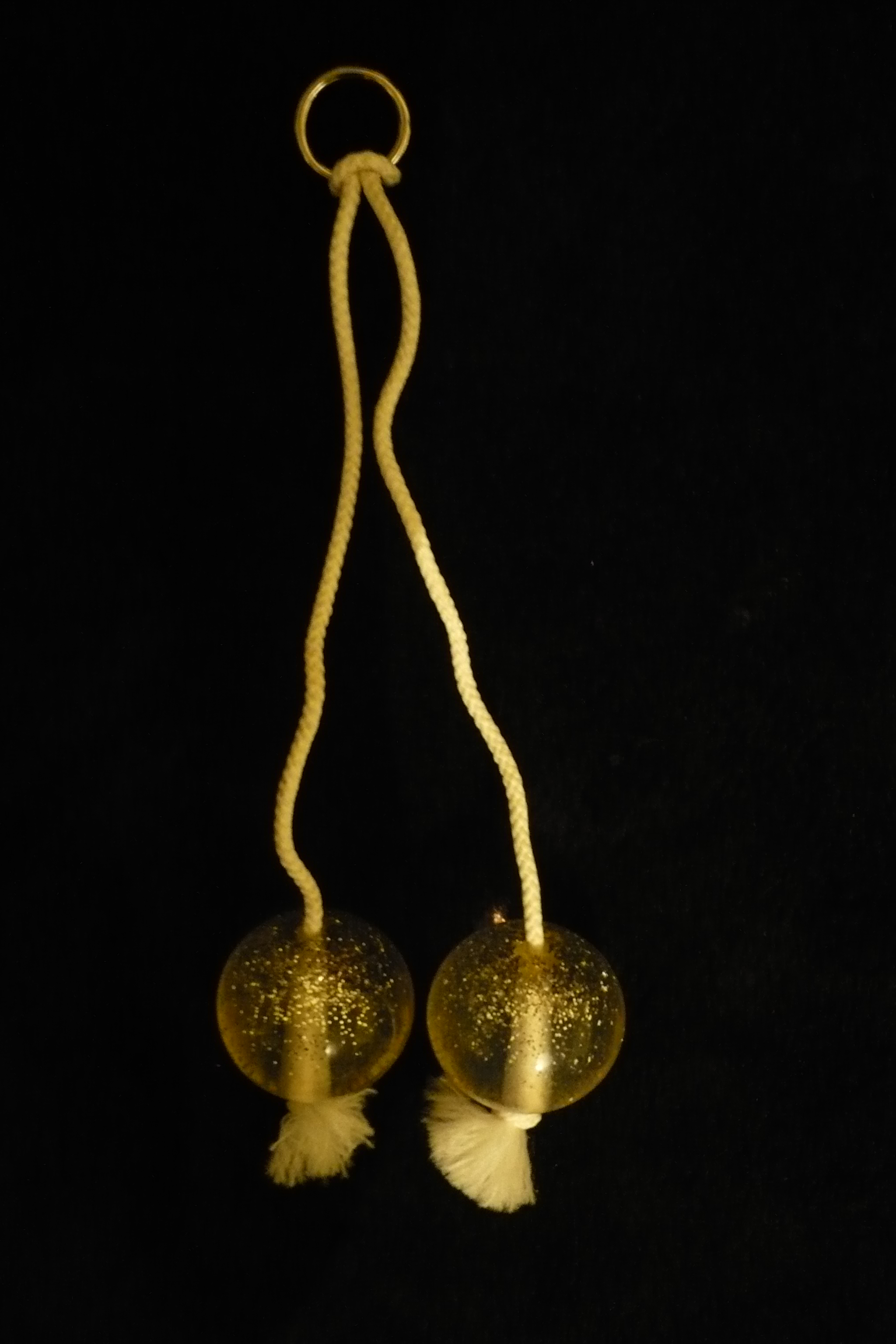
Exemplo de um bolimbolacho antigo.

Bolimbolacho, também conhecido por bate-bate, bate-bag e quebra-dedo é um tradicional brinquedo infantil que virou moda nas décadas de 1970 e 80, e, que no começo do ano de 2012 voltou à popularidade.

## História
Feito de um cordão de náilon e duas bolinhas de plástico-duro enlaçadas em um anel, seu objetivo é fazer as bolinhas girarem 180 graus (cada uma para seu lado) e se chocarem uma na outra (o que faz bastante barulho) e tentar fazer com que essa acrobacia se repita continua e rapidamente, e o maior numero de vezes possível. Os participantes também podem incrementar o grau de dificuldade, e realizar o Bat-beg entre algumas manobras, subindo e descendo, ou movendo-se sem fazer o brinquedo parar. Alguns são feitos de plástico simples, mas os originais são feitos com um material mais duro, por isso muitas crianças e até adultos se machucam.
O brinquedo havia sido proibido de ser vendido no final da década de 80, por ser muito perigoso. (fato que o fez ficar conhecido como quebra-dedo). Mas ele ficou em destaque novamente em 2012, por conta de uma música da banda baiana LevaNóiz. Fabricado pela empresa Luka Plásticos.  Porém, diferentemente de antes, as bolinhas agora são de plástico, e não mais de ferro ou cerâmica, como antigamente, o que tornou o brinquedo menos perigoso. Além disso, agora eles são vendidos com pulseira de proteção para o pulso.